# Wally Lewis Medal
Le Wally Lewis Medal  (« Médaille Wally Lewis ») est un prix annuel qui récompense le meilleur joueur de la série du State of Origin, il fut de 1992 à 2003 le prix annuel du meilleur joueur du Queensland du State of Origin.
| Année | Vainqueur           | Positon                        | State                  |
| ----- | ------------------- | ------------------------------ | ---------------------- |
| 2004  | Craig Fitzgibbon    | Troisième ligne                | Nouvelle-Galles du Sud |
| 2005  | Anthony Minichiello | Arrière                        | Nouvelle-Galles du Sud |
| 2006  | Darren Lockyer      | Demi d'ouverture               | Queensland             |
| 2007  | Cameron Smith       | Talonneur                      | Queensland             |
| 2008  | Johnathan Thurston  | Demi d'ouverture Demi de mêlée | Queensland             |
| 2009  | Greg Inglis         | Centre                         | Queensland             |
| 2010  | Billy Slater        | Arrière                        | Queensland             |
| 2011  | Cameron Smith (2)   | Talonneur                      | Queensland             |
| 2012  | Nate Myles          | Deuxième ligne                 | Queensland             |
| 2013  | Cameron Smith (3)   | Talonneur                      | Queensland             |
| 2014  | Paul Gallen         | Pilier Troisième ligne         | Nouvelle-Galles du Sud |
| 2015  | Corey Parker        | Troisième ligne                | Queensland             |
| 2016  | Cameron Smith (4)   | Talonneur                      | Queensland             |
| 2017  | Dane Gagai          | Ailier                         | Queensland             |
| 2018  | Billy Slater (2)    | Arrière                        | Queensland             |
| 2019  | James Tedesco       | Arrière                        | Nouvelle-Galles du Sud |
| 2020  | Cameron Munster     | Demi d'ouverture               | Queensland             |